# Yuhuan
Yuhuan, tidigare romaniserat Yühwan, är ett härad i östra Kina, med kust mot Östkinesiska havet, och består av Yuhuanön, några mindre öar samt ett område på fastlandet.
Häradet tillhör Taizhous stad på prefekturnivå i provinsen Zhejiang. Befolkningen uppgick till 460 091 invånare vid folkräkningen år 2000, varav 256 875 invånare bodde i huvudorten Zhugang. Andra större orter inom häradet är (med invånare 2000) Chumen (58 330) och Qinggang (51 839). Yuhuan var år 2000 indelat i sju köpingar  (zhèn) och tre socknar (xiāng).
- Wikimedia Commons har media som rör Yuhuan.